# Constitución de Polonia
La Constitución de Polonia de 1997, formalmente Constitución de la República de Polonia (en polaco: Konstytucja Rzeczypospolitej Polskiej), es la norma suprema del ordenamiento jurídico de la República de Polonia, a la que están sujetos los poderes públicos y los ciudadanos de Polonia, en vigor desde el 17 de octubre de 1997. Tiene un preámbulo, 13 capítulos y 243 artículos.

## Historia constitucional de Polonia

### Constitución del 3 de mayo de 1791
La Constitución de 3 de mayo de 1791 (en polaco: Konstytucja Trzeciego Maja; en lituano: Gegužės trečiosios konstitucija) es reconocida como la primera Constitución en Europa. A nivel mundial es la segunda después la de los Estados Unidos de América. El 3 de mayo de 1791 fue aprobada por la Mancomunidad de Polonia-Lituania como "Ley de gobierno" (Ustawa Rządowa).

### Particiones
- Constitución del Ducado de Varsovia
- Constitución polaca de 1815
- Constitución de la Ciudad Libre de Cracovia de 1815
- Constitución de la Ciudad Libre de Cracovia de 1818
- Constitución de la Ciudad Libre de Cracovia de 1833

### Segunda República
- Pequeña Constitución Polaca de 1919
- Constitución de Marzo (1921)
  - Enmienda de Agosto (1926)
- Constitución de abril (1935)

### República Popular
- Pequeña Constitución Polaca de 1947
- Constitución de la República Popular de Polonia (1952)
  - Enmienda de abril (1989)
  - Enmienda de Diciembre (1989)

### Tercera República
- Pequeña Constitución Polaca de 1992
- Constitución Polaca de 1997, la constitución vigente.